# Sutton-under-Whitestonecliffe
Sutton-under-Whitestonecliffe är en civil parish i Storbritannien.   Den ligger i grevskapet North Yorkshire och riksdelen England, i den centrala delen av landet, 300 km norr om huvudstaden London. Antalet invånare är 297.